# Monty Python à Hollywood
Pour plus de détails, voir Fiche technique et Distribution.
Monty Python à Hollywood (titre original anglais : Monty Python Live at the Hollywood Bowl) est le film tiré du passage des Monty Python au Hollywood Bowl en 1982.
Le spectacle consiste principalement en une reprise d'un certain nombre des sketchs du Monty Python's Flying Circus en changeant légèrement certains textes et certains interprètes. On y trouve également le sketch des Four Yorkshiremen qui date de At Last the 1948 Show (en) (1967) et des extraits du Monty Python's Fliegender Zirkus (en) diffusé en Allemagne en (1972).

## Liste des sketchs/chansons
- Sit on My Face (chanson interprétée par Chapman, Cleese, Gilliam et Jones en tenue de serveur et sans pantalon)
- Colin 'Bomber' Harris (Chapman en lutteur s'auto-affrontant, présenté par Palin et avec les commentaires sportifs de Cleese)
- Never Be Rude to an Arab (chanson interprétée par Jones)
- The Last Supper (Idle en Michel-Ange défend sa vision de La Cène devant un Cleese en pape très critique)
- Silly Olympics (extrait du Monty Python's Fliegender Zirkus)
- Bruces' Philosophers Song (chanson interprétée par Idle, Innes et Palin)
- The Ministry of Silly Walks (Cleese, Palin, Cleveland)
- Camp Judges (Idle et Palin)
- World Forum/Communist Quiz (un quiz de culture générale (proposé par Idle) opposant Lénine (Cleese), Karl Marx (Jones), Che Guevara (Palin) et Mao Tsé Toung (Gilliam) afin de gagner un joli salon...)
- I'm the Urban Spaceman (chanson interprétée par Neil Innes, Carol Cleveland essayant de suivre le rythme...)
- Crunchy Frog (Jones, Chapman, Gilliam)
- Albatross (Cleese, Jones, Chapman)
- Nudge Nudge (Idle, Jones)
- International Philosophy (encore un extrait du Monty Python's Fliegender Zirkus où les philosophes allemands affrontent les philosophes grecs sur un terrain de football)
- Four Yorkshiremen (Palin, Chapman, Jones, Idle)
- Argument Clinic (Palin, Cleese, Chapman, Cleveland)
- How Sweet to Be an Idiot (chanson interprétée par Neil Innes)
- Travel Agency (Palin, Idle, Cleveland, Cleese)
- Comedy Lecture (Chapman, Palin, Gilliam, Jones)
- Little Red Riding Hood (encore un extrait du Monty Python's Fliegender Zirkus)
- Dead Bishop on the Landing (Jones, Idle, Chapman, Palin, Cleese, Gilliam)
- The Lumberjack Song (chanson interprétée par Idle, Cleese, Chapman, Jones, Gilliam, Palin et Cleveland accompagnés par Neil Innes au piano)

## Fiche technique
- Titre : Monty Python à Hollywood
- Titre original : Monty Python Live at the Hollywood Bowl
- Réalisation : Terry Hughes et Ian MacNaughton
- Scénario : Graham Chapman, John Cleese, Terry Gilliam, Eric Idle, Terry Jones, Michael Palin
- Décors : John McGraw
- Sociétés de production : Columbia Pictures Corporation - HandMade Films
- Pays d’origine : Royaume-Uni
- Langue : anglais
- Format : Couleur - 1,33:1 - Mono
- Genre : Comédie
- Durée : 77 minutes
- Date de sortie :
  - États-Unis : 25 juin 1982

## Anecdotes
- Le sketch Dead Bishop on the Landing a rencontré quelques problèmes : micro qui siffle, envol de la perruque de Jones lors d'un retournement un peu brusque, débuts d'hilarité des interprètes à divers moments.
- The Lumberjack Song était à l'origine interprétée par Michael Palin et non pas par Eric Idle.
- À la fin du spectacle, après les très nombreux rappel, les Pythons ont projeté « piss off » (« cassez-vous ») sur un rétroprojecteur pour faire partir le public.
- Idle et Cleese font référence pendant le spectacle à la consommation de cannabis par des spectateurs. Jones reconnaitra même dans une interview que lors de sa descente dans le public pour le sketch Albatross, il aurait légèrement ressenti les effets du cannabis en remontant sur scène.